# Georges Danton
Georges Jacques Danton (Arcis-sur-Aube, 26 oktober 1759 – Parijs, 5 april 1794) was een nationalistisch revolutionair die een leidende rol speelde als minister van Justitie ten tijde van de Franse Revolutie. Hij was populair en had een enorme reputatie als sympathieke levensgenieter. Zijn daadwerkelijke rol en betekenis is omstreden.  Hij hoopte de revolutie stop te kunnen zetten en als erfgenaam een goed leven te kunnen leiden. Danton werd van corruptie beschuldigd en kon tijdens zijn proces niet alle uitgaven en inkomsten verantwoorden.
Al tijdens de Derde Franse Republiek ontstond een polemiek over de interpretatie van zijn persoon, werk of invloed. Voor de aanhangers of volgelingen van Robespierre was hij vaak te conservatief, voor de dantonisten te radicaal.

## Biografie

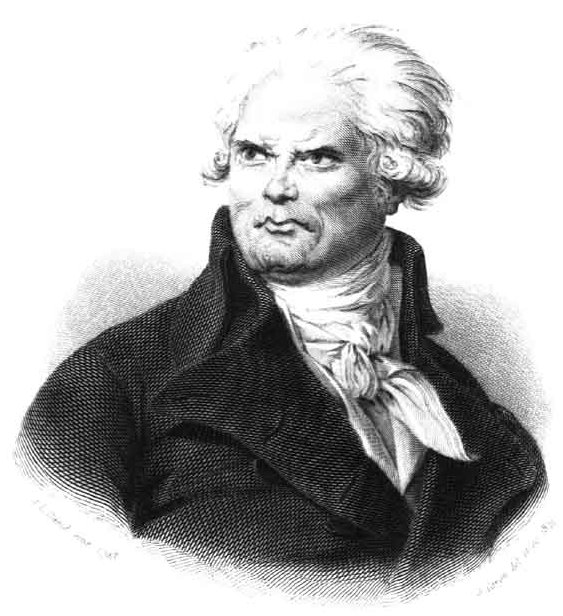
Georges-Jacques Danton (1841, gravure uit 1841) Dantons gezicht is enigszins gehavend vanwege de pokken en een confrontatie in zijn jeugd met een stier en een aantal varkens

Danton werd geboren in een respectabele familie. Zijn vader was advocaat. Hij kreeg een goede opleiding en begon zijn carrière in Parijs toen hij 21 was. In 1787 had hij een eigen praktijk als advocaat opgebouwd. Hij was lid van de Koninklijke Adviesraad. Danton trouwde en kreeg twee kinderen. Het echtpaar woonde in de Rue des Cordeliers, in het 6e arrondissement waar hij als hij de deur uitstapte, de drukkersinkt kon ruiken. Zijn huis stond open voor veel mensen uit de buurt. In april 1790 werd Danton voorzitter van de politieke vereniging Club des Cordeliers, die een zeer radicaal-revolutionaire koers voorstond. Samen met Camille Desmoulins die in de buurt woonde, en Jean-Paul Marat behoorde hij tot de invloedrijkste leden. Danton verdiende goed geld sinds de revolutie was begonnen en investeerde in onroerend goed. Eind 1791 was hij slachtoffer van een reorganisatie van het rechtswezen, waarvoor hij gecompenseerd werd, maar niet dusdanig dat hij een staat kon voeren zoals voorheen.
In juni 1791 probeerde de koninklijke familie te vluchten. Lodewijk XVI en zijn familie werden gearresteerd in Varennes-en-Argonne en teruggevoerd naar Parijs, waar ze werden opgesloten in het paleis. Danton eiste dat de koning zou scheiden van zijn vrouw en dat hij haar zou terugsturen naar Wenen.

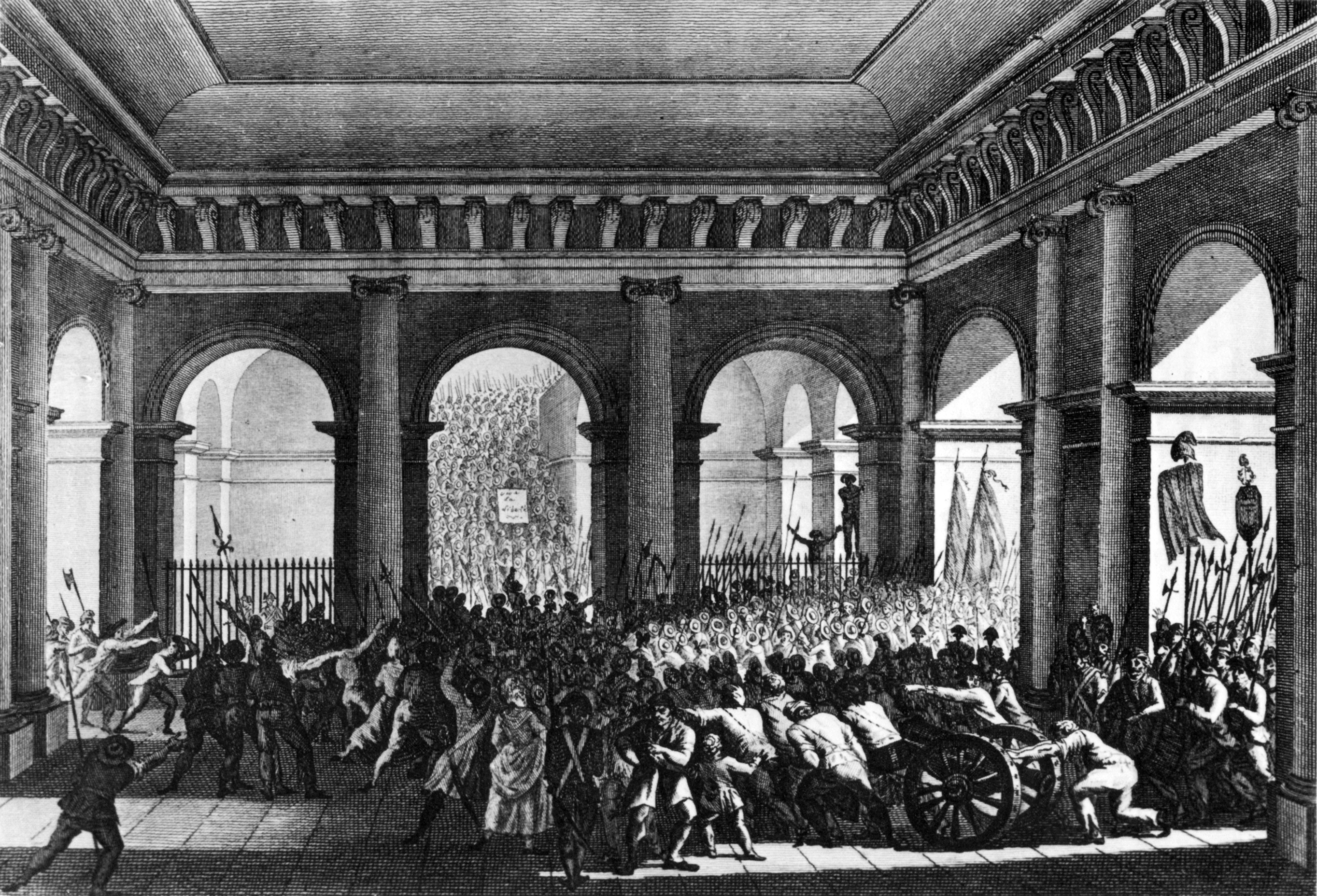
De bestorming van de Tuilerieën (ca. 1800, Museum van de Franse Revolutie)

Begin 1792 waren Danton en Robespierre tegenstanders van de oorlog die door Jacques Pierre Brissot werd voorgestaan. Er moest eerst orde op zaken worden gesteld in eigen land. De tegenstelling leidde tot een scheuring in de politieke gelederen. Lodewijk XVI, die als constitutioneel monarch een herkansing had gekregen, koos zijn nieuwe ministers onder de girondijnen. De oorlogsverklaring volgde op 20 april 1792. Danton riep het volk op tot een demonstratie op 20 juni 1792. Op 17 juli 1792 gaf hij de aanzet tot een petitie. Danton riep op tot een bezetting van het Tuilerieënpaleis. Op 10 augustus 1792 werd het paleis bestormd.

## Danton als minister van Justitie
Er werd een revolutionaire regering benoemd en Danton werd op 11 augustus minister van Justitie; meer dan honderd besluiten gingen binnen acht dagen het departement uit. Hij benoemde François Robert en Pierre-Guillaume Seron tot zijn secretarissen. De Parijse Commune van 1792 eiste op 17 augustus een buitengewone strafrechtbank. Alle ambtenaren en priesters moesten de eed van haat afleggen, wie weigerde moest binnen twee weken het land verlaten. George Washington, Klopstock, Friedrich Schiller en Pestalozzi werden ereburgers.
Bij de dreiging van de Pruisische legers riep Danton: "Om de vijanden te overwinnen, heren, hebben wij stoutmoedigheid nodig, nogmaals stoutmoedigheid, altijd weer stoutmoedigheid, en Frankrijk is gered." Op 18 augustus benoemde hij Dumouriez als bevelhebber van het leger. Hij wilde, om Oostenrijk in toom te houden, een overeenkomst met Pruisen en de toezegging van Engeland dat het zich neutraal zou houden. Op 20 september (?) riep hij op tot een soort volksoorlog; iedere inwoner van Frankrijk zou moeten dienen in het leger.
Begin september kwam het tot de arrestatie van drieduizend personen en de hysterische septembermoorden, waarbij 1200 mensen, waaronder veel priesters, op soms beestachtige wijze werden vermoord. Danton schijnt niet veel ondernomen te hebben om de massa te stoppen. Hij was sinds 21 september 1892 lid van de Nationale Conventie. Op dezelfde dag werd de monarchie afgeschaft. De volgende dag werd de nieuwe Franse republikeinse kalender ingevoerd (beginnend met jaar I).
Danton deed op 9 oktober afstand van zijn ministerspost en werd vervangen door een girondijn. Toch bleef hij aan als lid van het ministerie, volstrekt tegen de regels. De volgende dag moest hij verantwoording afleggen; Danton raakte verstrikt in zijn antwoorden. De girondijnen bleven hem aanvallen.
Midden oktober 1792 werd hij als voorzitter van de jakobijnen gekozen. Eind oktober verontschuldigde hij zich voor de septembermoorden om de kritiek op zijn aanblijven in de regering te smoren. Danton werd gedwongen zijn onwettige positie in de regering op te geven. Eind november reisde hij naar de Zuidelijke Nederlanden om een aanklacht tegen generaal Dumouriez te onderzoeken. Daardoor bleef de kwestie van de financiële verantwoording onder zijn ministerschap liggen. Hij bezocht de steden Luik en Aken, die inmiddels door de Armée du Nord waren veroverd. Op 16 januari 1793 was hij terug en stemde voor de terdoodveroordeling van de koning. Op 31 januari eiste Danton inlijving van de Oostenrijkse Nederlanden en het Prinsbisdom Luik. Begin maart ging hij voor de tweede keer naar Luik, samen met Charles Delacroix. Op 10 maart 1793 werd de door de radicalen geëiste revolutionaire rechtbank ingesteld,  het Tribunal révolutionnaire. Het verraad van Dumouriez, die uit afkeer van de terdoodveroordeling van de koning met de Oostenrijkers was gaan onderhandelen, was een klap in Dantons gezicht. De girondijnen begingen de fout Danton tegen zich in het harnas te jagen door hem dit verraad in de schoenen te schuiven, waardoor hij in de armen van de radicale jakobijnen werd gedreven. Op 1 april 1793 ging hij over tot de tegenaanval en beschuldigde op zijn beurt de girondijnen van verraad.

## Danton als lid van de Nationale Conventie

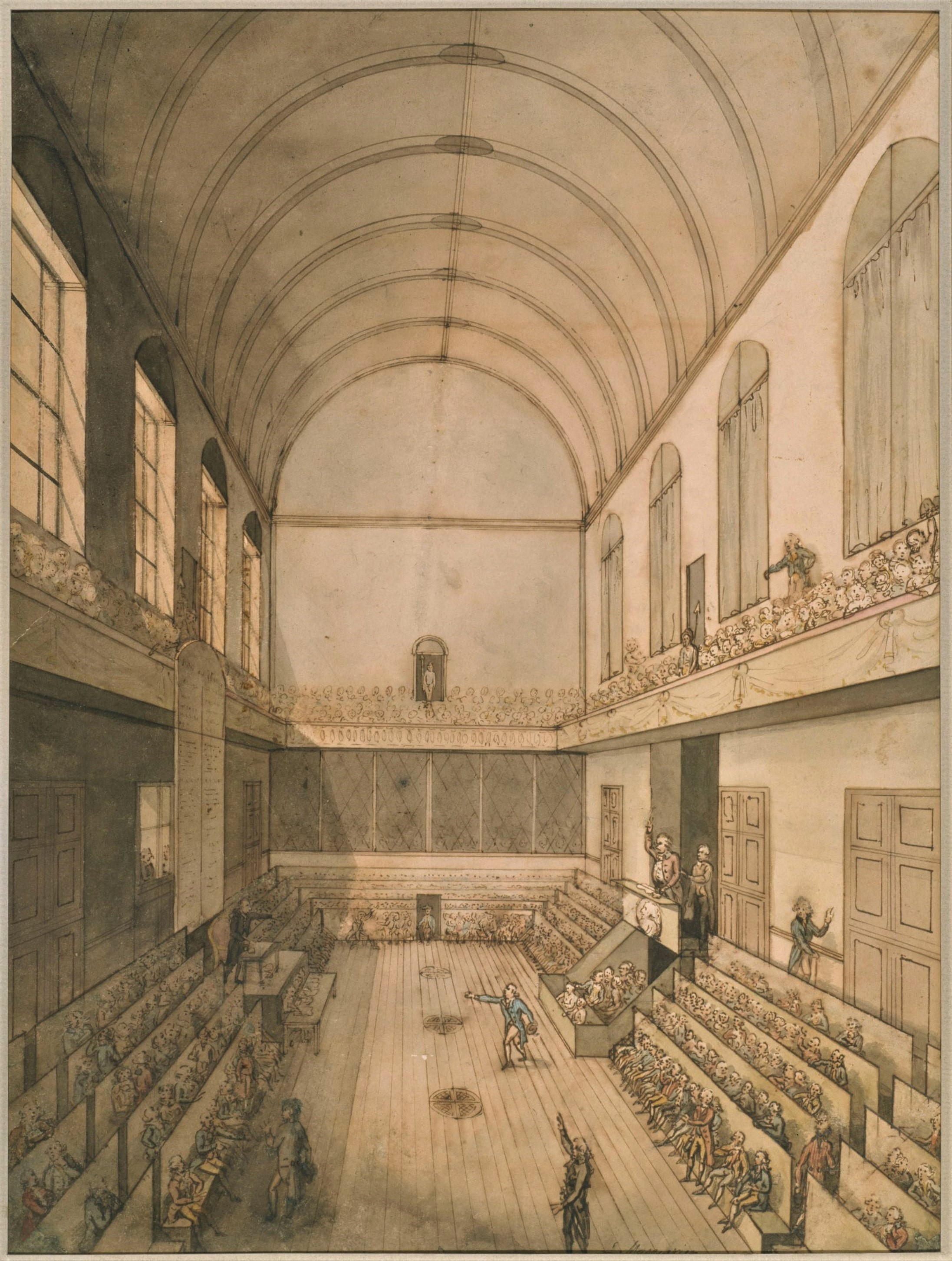
De zaal van de Nationale Conventie in de koninklijke manege van de Tuilerieën waar tot 9 mei 1793 werd vergaderd (1792, Musée Carnavalet)

Als eerste president van het Comité de Salut Public, opgericht op 6 april 1793 en waarin geen enkele girondijn zitting had, trachtte Danton de strijd tussen de verschillende partijen te bezweren en de revolutie een wat menselijker aanzien te geven. Hij pleitte voor gratie en behoorde tot de toegeeflijken (Indulgents). Tijdens zijn drie maanden lange presidentschap werden 21 aangeklaagden naar het schavot gestuurd en 22 vrijgesproken.  Danton wordt gerekend tot de montagnards in de Nationale Conventie, waar men elkaar met pistolen bedreigde en met elkaar op de vuist ging. Danton nam afstand van Marat, die het volk opruide en toonde zich een overtuigde tegenstander van de dictatuur, alhoewel hij de Conventie dwong in de richting van centralisatie van de machtsmiddelen. Het Comité de Salut Public zou de voorlopige regering moeten vormen. De leden van de overige commissies zouden door dit Comité benoemd worden. Dit voorstel van Danton schijnt te zijn verworpen.
Hij trouwde op 17 juni in het geheim (katholiek) met een 16-jarig meisje, dat hem aanspoorde zich terug te trekken en dat medelijden had met Marie Antoinette die op haar vonnis wachtte. Op 10 juli werd hij niet herkozen als lid van het Comité de Salut public. Danton was uitgeschakeld en Robespierre werd zijn opvolger op 27 juli.

Georges Jacques Danton (1901, History of the World)

Als president van de Conventie (25 juli 1793 – 8 augustus 1793) dacht hij Robespierre omver te kunnen werpen. Op 23 augustus werd de Levée en masse goedgekeurd. Op 5 september pleitte Danton voor een wet waarbij de Sansculotten een kleine vergoeding kregen als zij twee keer per week naar de afdelingsbijeenkomsten gingen en om iedere burger een geweer te geven. Op 17 september werd bepaald dat niet alleen degenen die iets tegen de vrijheid, maar ook degenen die niets voor de vrijheid hadden gedaan, verdacht waren. Op 5 oktober werd een hernieuwde Franse republikeinse kalender ingevoerd waarbij ook de dagen en de maanden van het revolutionaire jaar II werden aangepast. Danton en Saint-Just schortten op 10 oktober de nieuwe Franse grondwet van 1793 op, die op 24 juni was ingediend. Danton steunde Robespierre in zijn maatregelen tegen de ontkerstening.
Op 10 oktober verbood Joseph Fouché elke godsdienstige ceremonie buiten het kerkgebouw. Op 5 en 24 oktober werd de revolutionaire kalender ingesteld. Burgerlijke feesten op de tiende dag moesten de zondag vervangen. Op 6 november verklaarde de Conventie dat de gemeente het recht had de katholieke godsdienst af te schaffen. 's Avonds werd in de Club der Jacobijnen fel van leer getrokken tegen de priesters. Op 7 november 1793 deed Jean-Baptiste Gobel, op initiatief van Anacharsis Cloots, samen met veertien van zijn priesters, misschien de hele Parijs clerus, afstand van zijn ambt. Dat kon worden beschouwd als het (gedwongen) afzweren van het katholicisme. Zij hadden in het openbaar hun roomse gewaad uitgetrokken. De Notre-Dame werd nu de Tempel van de Rede. In de kathedraal werd niet meer God aanbeden, maar werd de Cultus van de Rede ingevoerd. Op 10 november nam Gobel deel aan deze cultus.
Danton had Parijs voor zaken verlaten maar was op 20 november 1793 terug toen hij vernam dat zijn vrienden werden aangevallen. Op de 22e viel Danton de godsdienstvervolging aan en eiste zuinigheid met mensenlevens. Danton probeerde de Terreur af te zwakken door Hébert aan te vallen. Op 3 december deed Danton water bij de wijn en zei absoluut niet van plan te zijn het revolutionaire élan te breken. Op 19 december keerde het tij en Danton kwam in een kwalijk daglicht te staan vanwege handel met voorkennis bij de Franse Oost-Indische Compagnie, die dreigde failliet te gaan. De zich als niet-corrupt profilerende Robespierre vestigde ondertussen de Franse eenheidsstaat.Door de wet van 12 december 1793 kwam een einde aan de zelfstandigheid van de departementen. Van alle maatregelen van de Conventie was deze de meest blijvende en met de grootste uitwerking.
Danton, die door vrienden Marius werd genoemd, moest zich verweren tegen openlijke laster en praatjes, maar was moe. hij verbleef in Choisy en later in Sèvres, maar verklaarde zich bereid om bij Robespierre langs te gaan in de Rue Saint-Honoré, waar Robespierre in een achterhuis woonde. De uitermate viriele Danton, die regelmatig pochte over zijn potentie, werd ijzig ontvangen door een strenge, humorloze "kantoorklerk" en het bezoek was dan ook vruchteloos.  Zijn vrienden smeekten Danton om naar het buitenland te vluchten.

## Danton beschuldigd

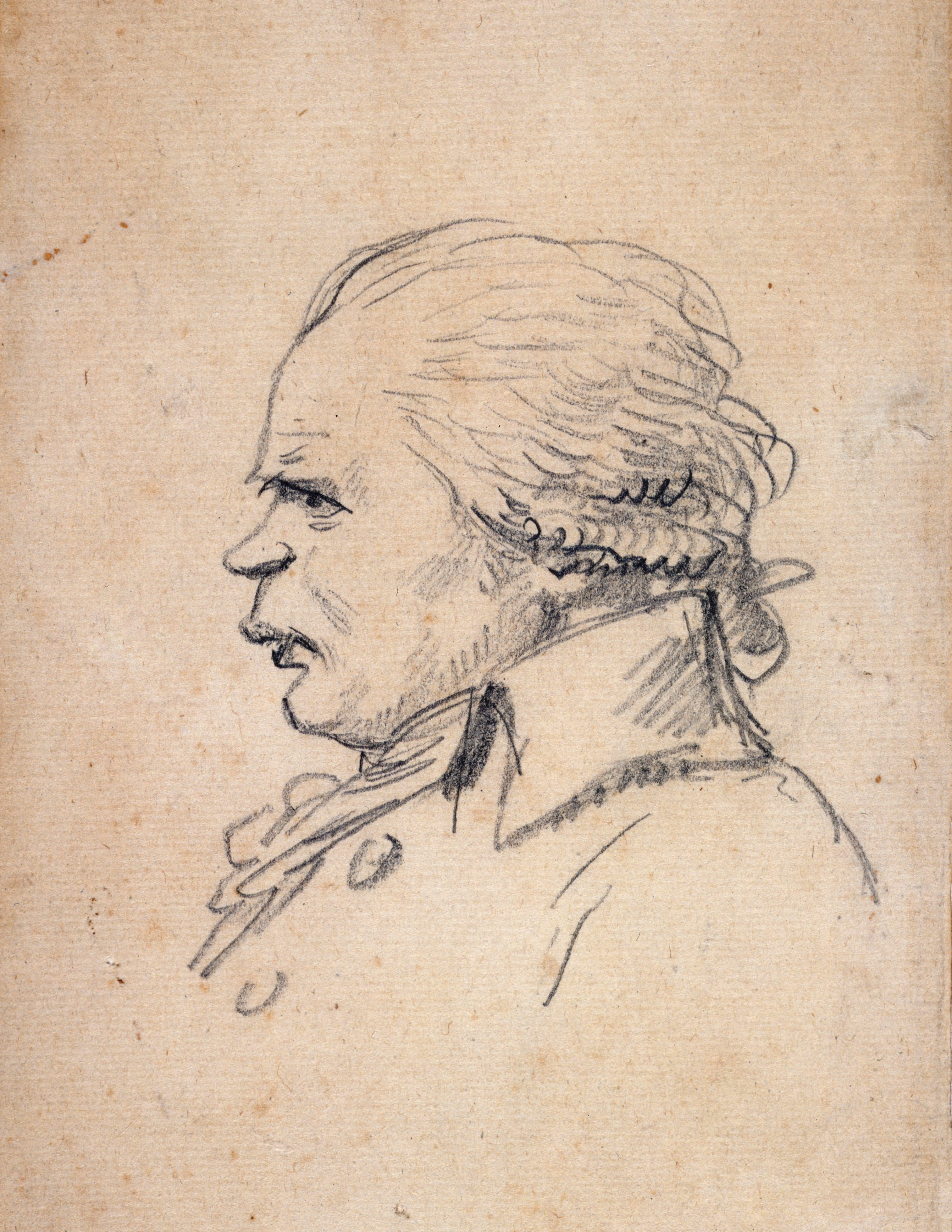
Het gehavende gezicht van Danton (tekening door Jacques-Louis David, ca. 1792-1794, Musée Carnavalet)

Half maart verloor het Comité de Salut Public zijn geduld en Jacques-René Hébert en zijn buitenlandse vrienden werden op 24 maart, na beschuldigingen van samenzwering, veroordeeld en onthoofd. Op 30 maart was er een bespreking over wie er vervolgens gearresteerd zouden worden: Desmoulins, Delacroix, Danton of Philippeaux. Robespierre schijnt te hebben getwijfeld, maar werd overgehaald. Het complete viertal werd op 31 maart 1794 gearresteerd en beschuldigd als vijanden van het vaderland. Saint-Just had een belangrijk aandeel in de ondergang van Danton. Hij verkondigde dat Danton een tegenstander van de revolutie was geworden vanwege zijn medelijden met gevangenen en zijn verzet tegen het schrikbewind. Hij las een verklaring voor in de Conventie, waarbij hij Danton karakteriseerde als verrader, knecht van de graaf de Mirabeau en handlanger van Dumouriez. De vier beschuldigden werd overgebracht naar het Palais du Luxembourg, de gevangenis van de aristocraten. De slager Legendre stelde voor de gevangenen voor de Conventie te dagvaarden en niet voor het Revolutionair Tribunaal.
De rechtbank, gevestigd in de Conciergerie van het Palais de la Cité, bestond uit zeven juryleden: een vioolbouwer, een klompenfabrikant, een musicus, een vroegere markies, een pruikenmaker, een meubelmaker en een chirurgijn. Danton werd beschuldigd van corruptie omdat hij niet alle uitgaven en inkomsten had kunnen verantwoorden, zoals het bedrag dat bestemd was voor vredesonderhandelingen met Zweden. Danton vroeg om getuigen à decharge, het werd hem niet toegestaan. De rechter antwoordde op de derde dag van het proces dat de schriftelijke bewijzen voldoende waren. Het publiek werd onrustig en begon Dantons partij te trekken. De beschuldiging luidde: samenzwering om de monarchie te herstellen. Danton schreeuwde: "Gerechtelijke moord, tirannenwillekeur, moordenaars!" De aangeklaagden werden uit de zaal verwijderd nog voor het vonnis was uitgesproken. Danton en Desmoulins, een oude schoolkameraad van Robespierre, werden tot de guillotine veroordeeld; diezelfde middag waren ze al op weg naar het schavot.
Toen de kar langs het huis van Robespierre reed, richtte Danton zich plotseling op en schreeuwde: "Je zult ons spoedig volgen: je huis zal gesloopt worden, men zal er zout strooien." Inderdaad werd Robespierre nog geen vier maanden later naar de guillotine gebracht. Tegen de beul zei Danton: "Jij bent nog wreder dan de dood; maar je zult onze hoofden niet kunnen beletten, elkaar onder in de zak te kussen." Zijn laatste woorden waren: "Je moet mijn hoofd aan het volk laten zien; het is de aanblik waard." De dood van Danton schiep een machtsvacuüm. Het gevaar bestond dat Robespierre zich nog meer zou isoleren en zich tot een Nero zou ontwikkelen.

## Varia
- De Duitse auteur Georg Büchner schreef in 1835 een theaterstuk met als titel Dantons Tod, waarin de laatste bijeenkomst tussen Robespierre en Danton voor het licht wordt gebracht en dat gebaseerd was op het historische werk van Alphonse de Lamartine.
- In het kader van de Salzburger Festspiele in 1947 creëerde de Oostenrijkse componist Gottfried von Einem een gelijknamige opera. Het libretto is een bewerking van het oorspronkelijke stuk van Büchner.
- Andrzej Wajda maakte in 1983 de veelgeprezen film Danton over de laatste dagen van Danton, met Gérard Depardieu in de hoofdrol.